# 小行星6495
小行星6495（英語：6495）是一颗围绕太阳公转的小行星。1992年10月19日，上田清二、金田宏在钏路市发现了此天体。
这颗小行星的绝对星等为45.55620485632885等。